# Via Clodia Nova

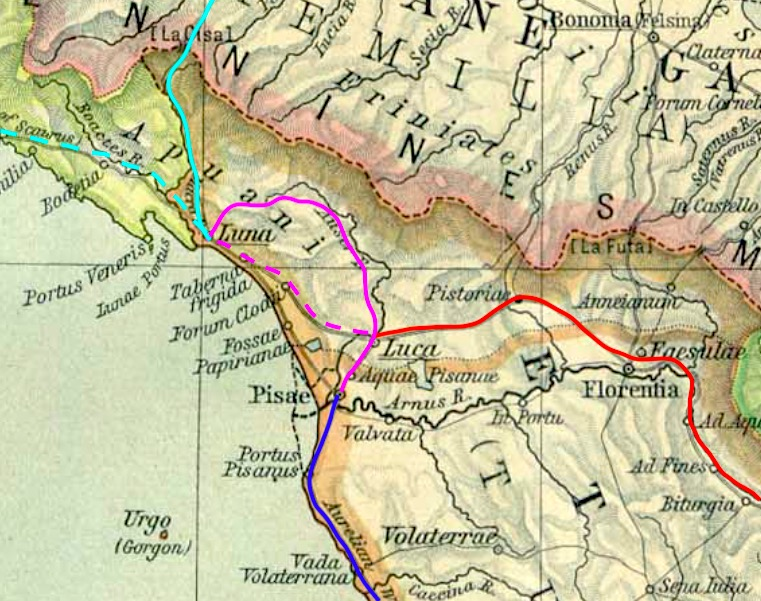
En bleu la via Aurelia, en rouge la via Cassia, en violet la via Clodia Nova, en bleu clair la Via Aemilia Scauri.

La Clodia nova ou Clodia Secunda est une voie romaine construite par le consul romain Marcus Claudius Marcellus en 155 av.J.-C qui en partant de Luca remontait la vallée sur la rive droite du Serchio (fleuve), traversant la région de la Garfagnana jusqu’à la commune de Piazza al Serchio puis en direction nord vers Luni, passant le col de Tea (955 m) puis traversant Fosdinovo pour rejoindre la via Cassia, Luni et le port.

Cette via Clodia Nova est à différencier de la via Clodia qui date de 225 av.J.-C. et qui relie Rome à Rusellae par un itinéraire intermédiaire entre la via Cassia et la via Aurelia.

## Itinéraire
Partant de la porte septentrionale de Lucques, la via remonte le cours du fleuve en direction des hameaux (qui doivent leur nom aux bornes milliaires qui jalonnent le parcours : "sextum, octavum, decimun lapidem") de Sesto di Moriano (Lucques), Valdottavo et Diecimo de Borgo a Mozzano, important nœud routier avec la via Francigena (tronçon Camaiore-Lucques). De là, la via Clodia Nova passe les autres hameaux de Borgo a Mozzano : Pieve di Correto, Rocca et Gioviano pour, après avoir traversé le torrent Turrite, redescendre vers Gallicano, première commune de la Garfagnana.
Vers ces dernières localités, la via Clodia Nova rencontre de nombreux sentiers muletiers qui traversent le fleuve, en provenance de l’Emilie, descendent des Apennins vers la vallée de Lucques.
Des environs de l’actuelle commune de Piazza al Serchio, le chemin quitte le cours du fleuve Serchio et poursuit dans la vallée en passant par Casola in Lunigiana, Pieve San Lorenzo, Minucciano, Fosdinovo et Luni.